# Gábod
Gábod románul: Găbud, falu Romániában, Erdélyben, Fehér megyében.

## Fekvése
Marosújvártól északkeletre, a Maros bal parti úton fekvő település.

## Története
Gábod nevét 1458-ban említette először oklevél Gabud néven (Iczkovits 55).
1458-ban Gabwd néven volt említve. Birtokosa Csesztvei Jakab volt, aki egy oklevél adatai szerint Gabwd felét élete végéig átadta Csesztvei Miske fiainak.
1461-ben Mócsi Balázs özvegye: Szentmiklósi Dorottya Gabath-ból hitbért és jegyajándékot kapott.
Nevének további változatai: 1808-ban Kapud, 1861-ben Gabud, 1888-ban Gabud 
(Gebudu), 1913-ban Gábod.
A trianoni békeszerződés előtt Alsó-Fehér vármegye Marosújvári járásához tartozott.
1910-ben 716 lakosából 10 magyar, 687 román volt. Ebből 10 római katolikus, 301 görögkatolikus, 398 görögkeleti ortodox volt.

## Források

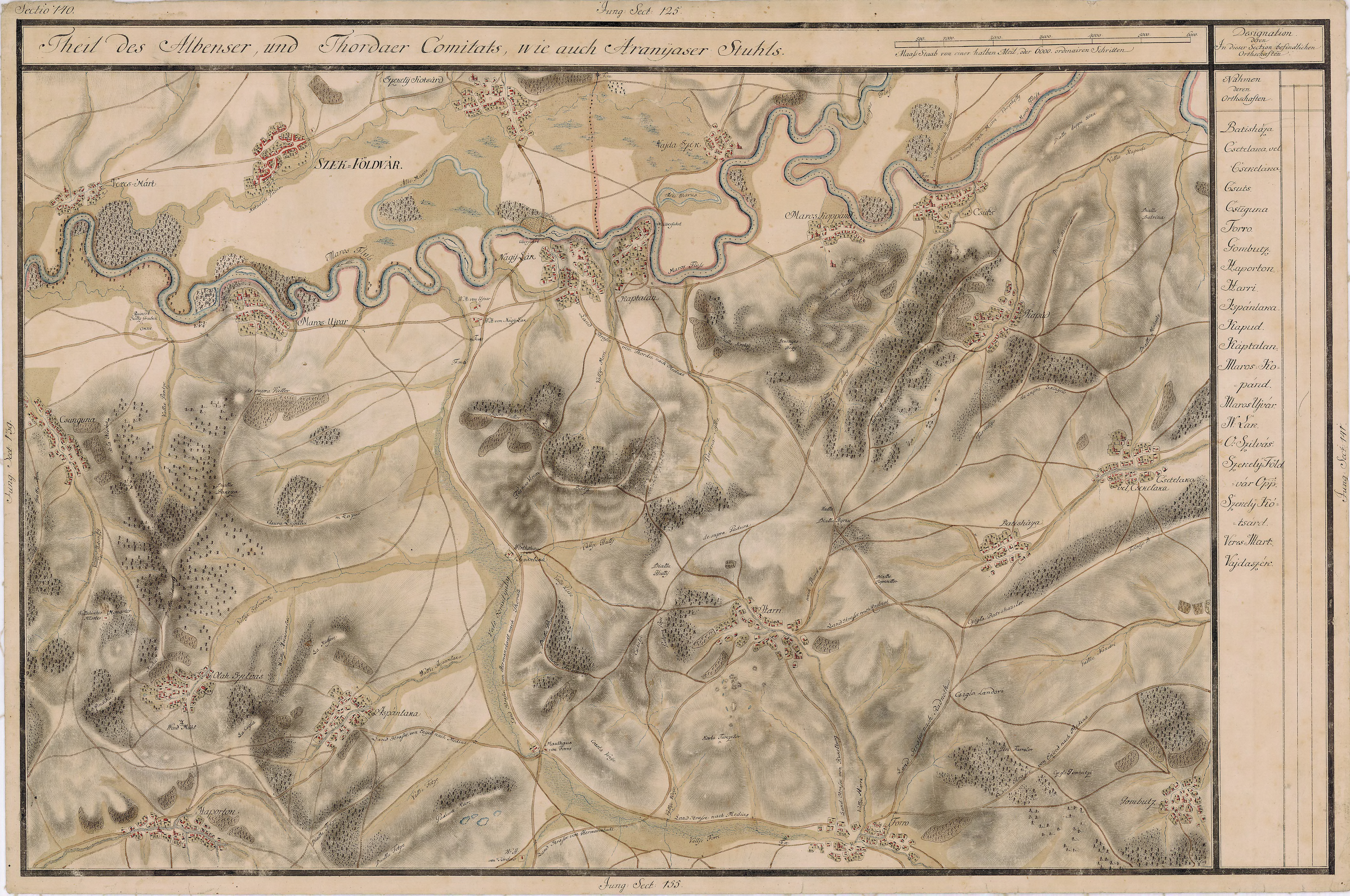
Gábod és környéke egy régi térképen

## Galéria

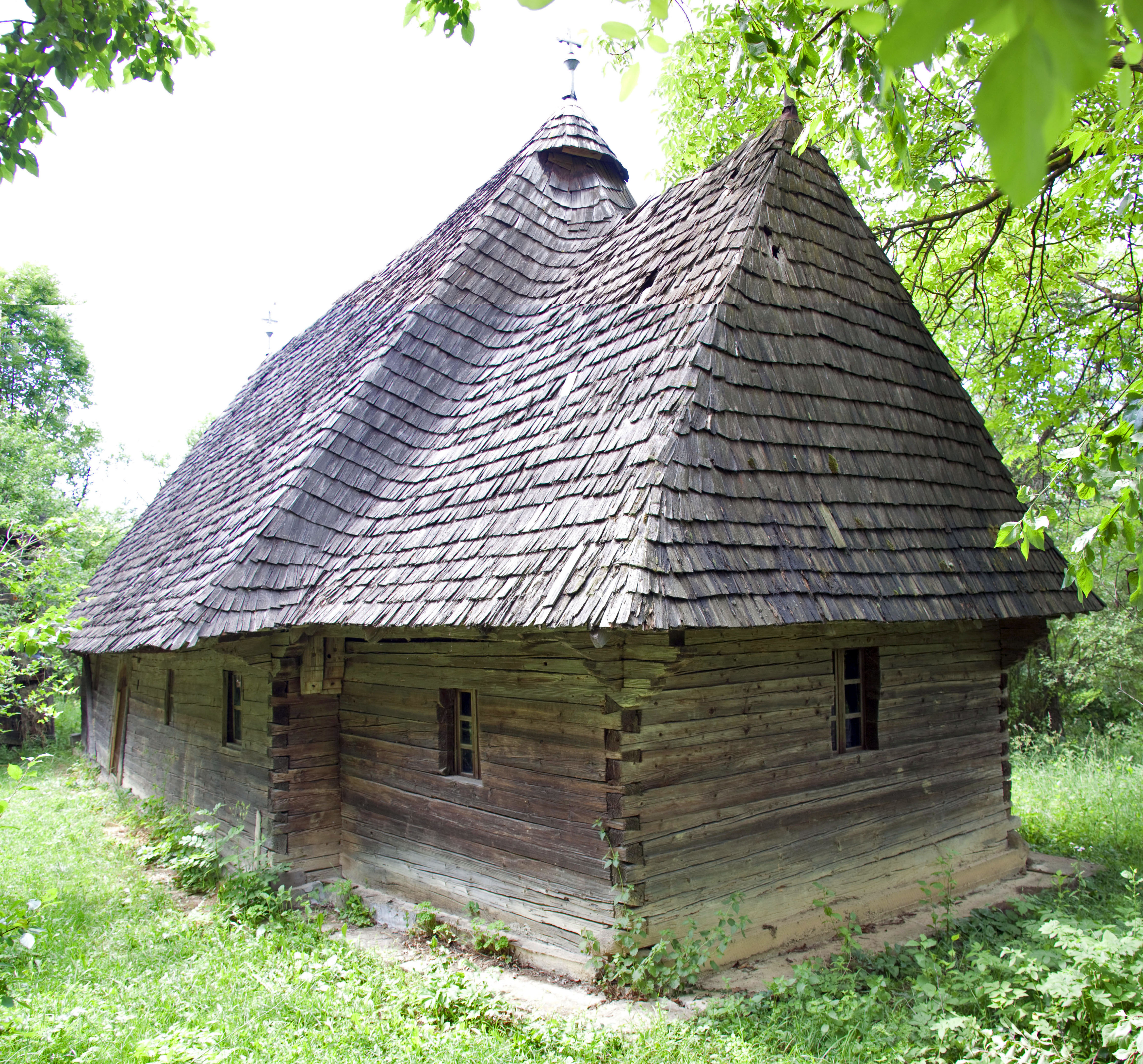
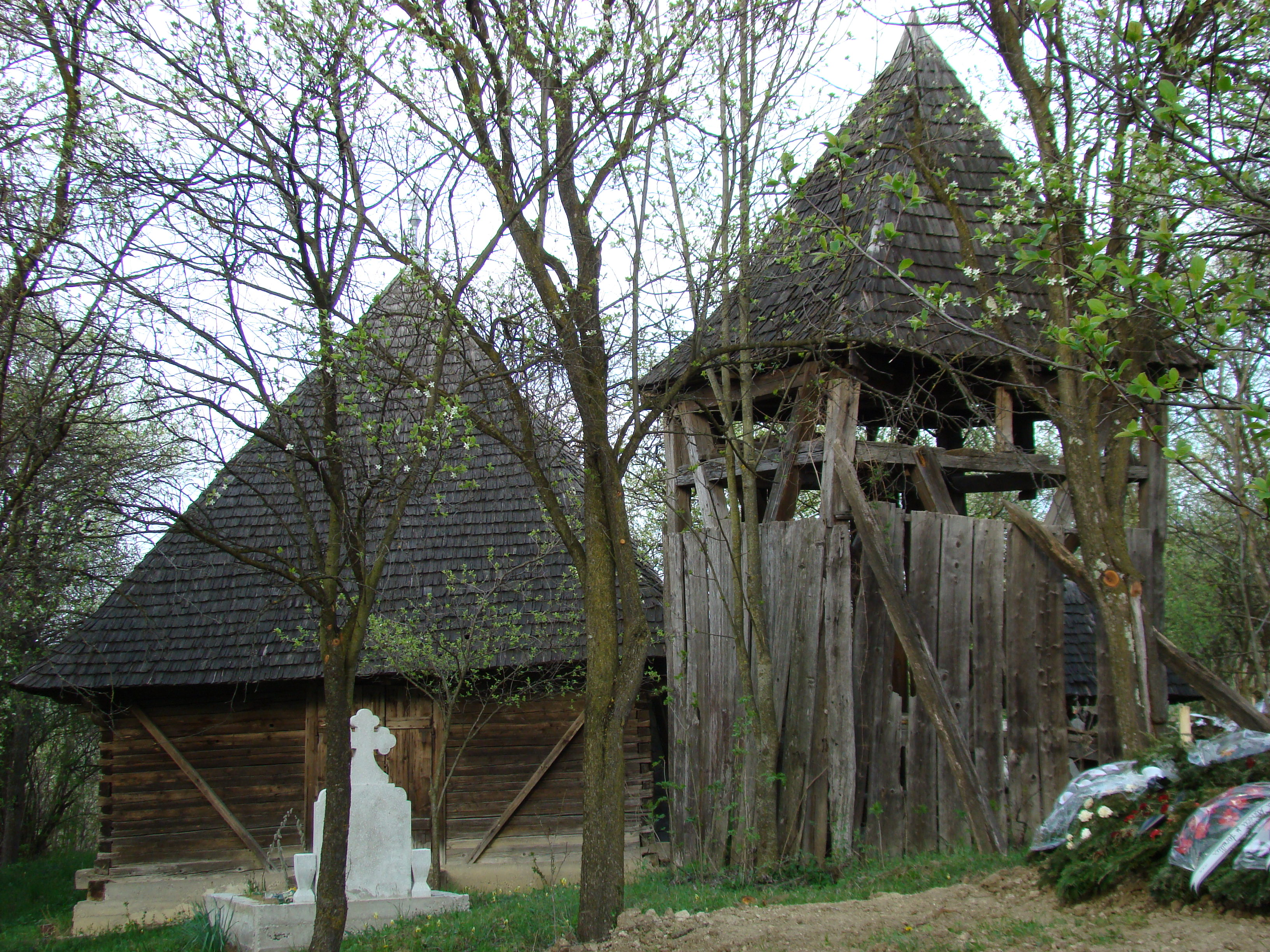
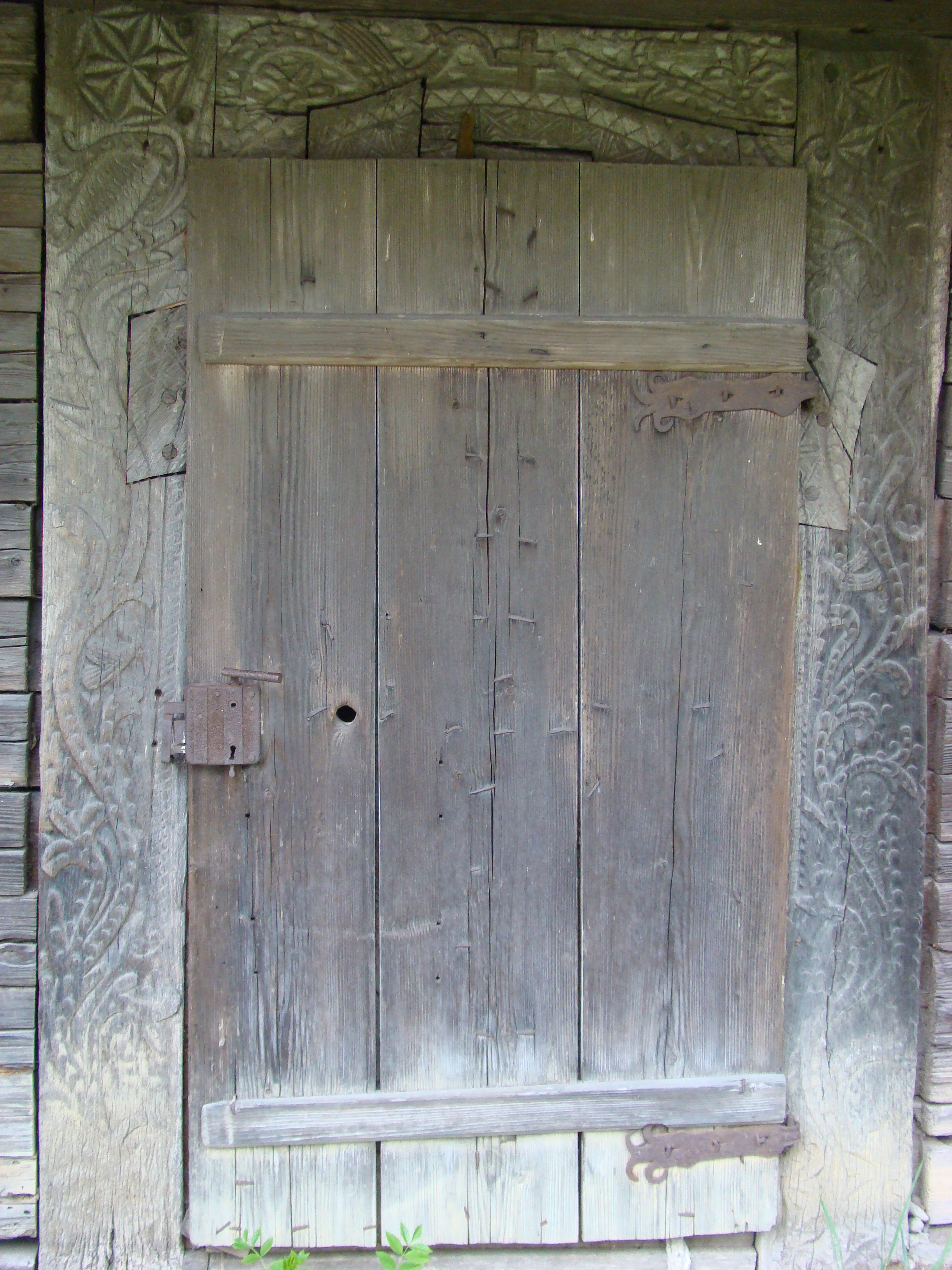
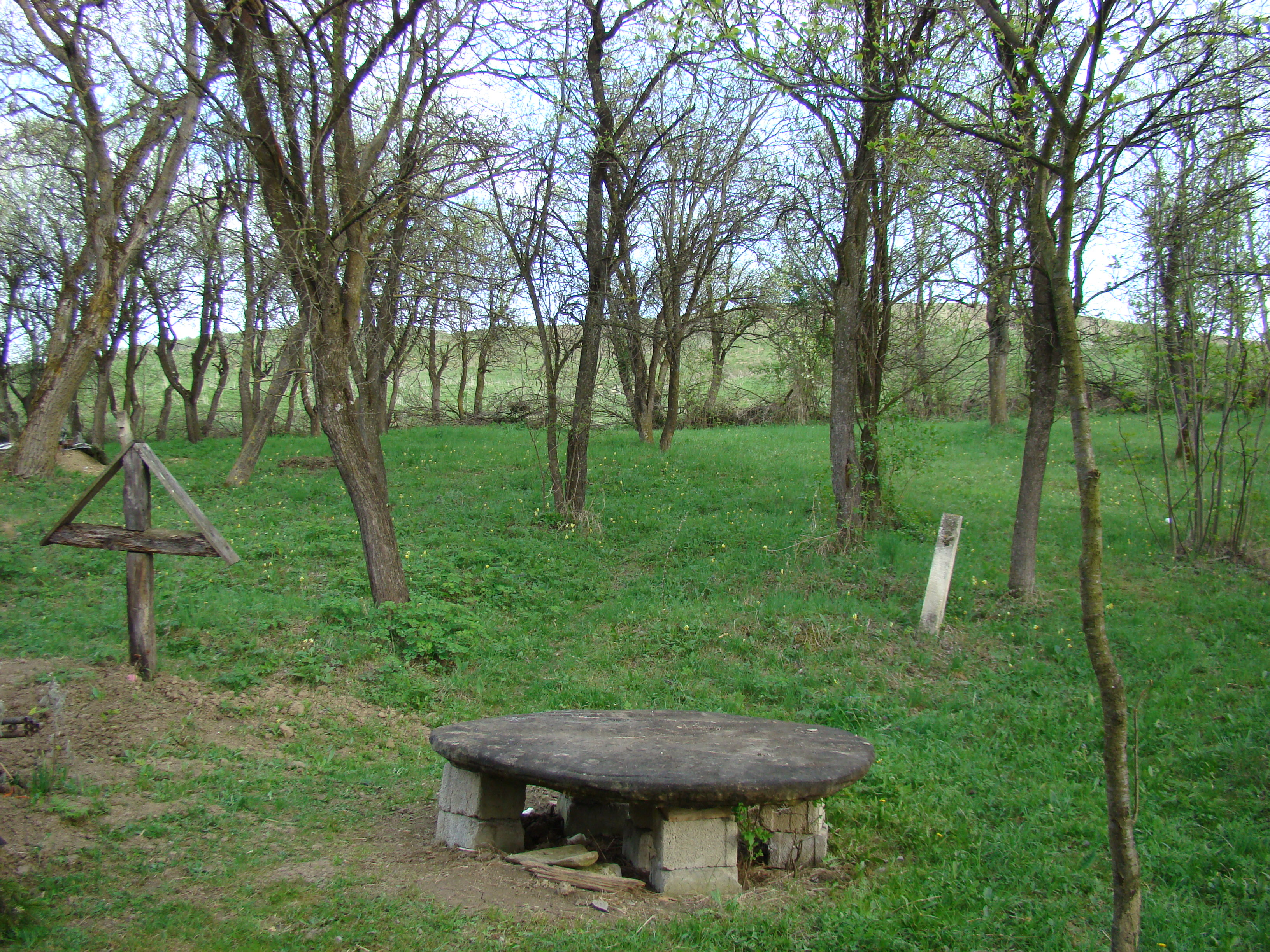
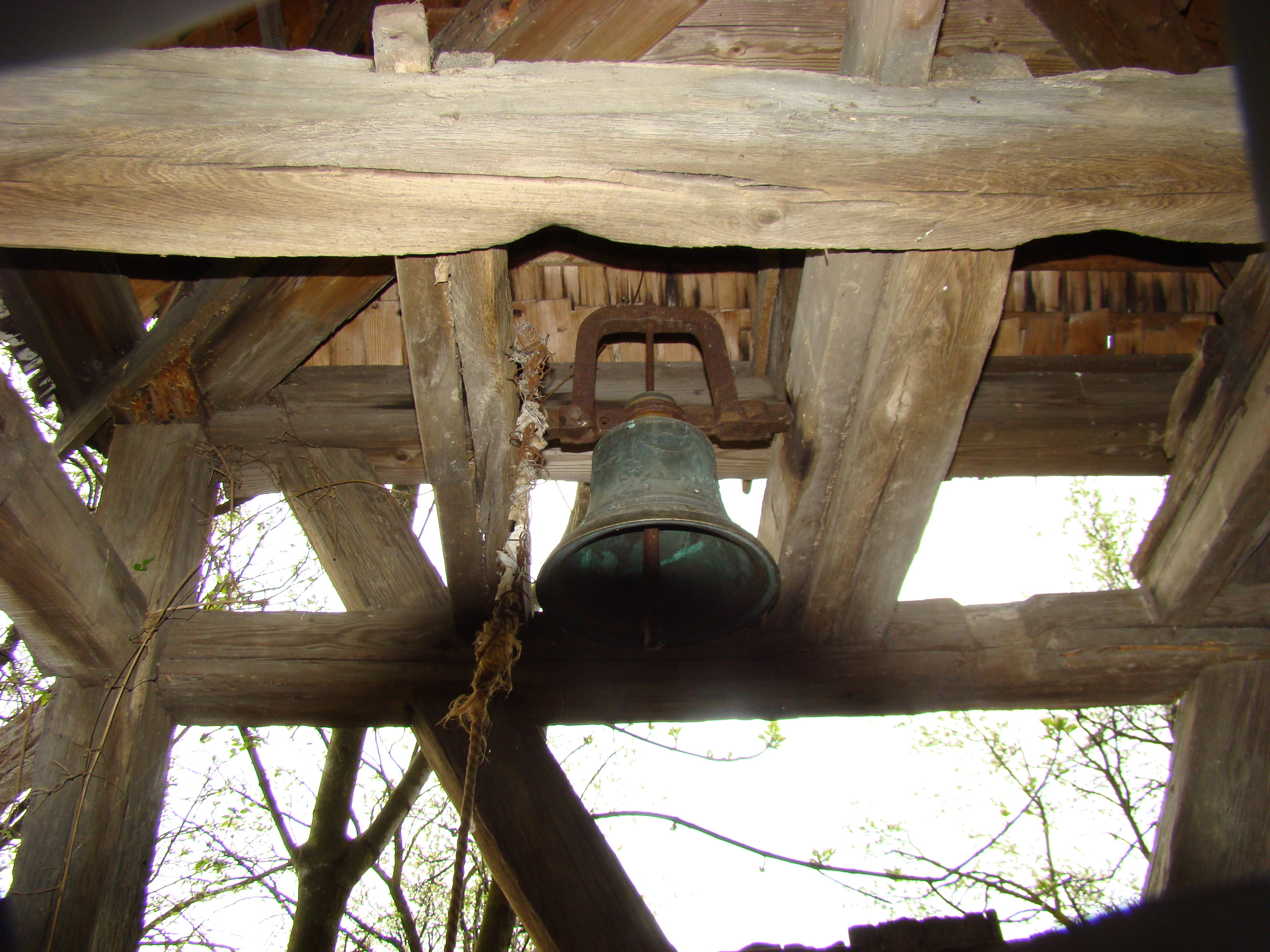
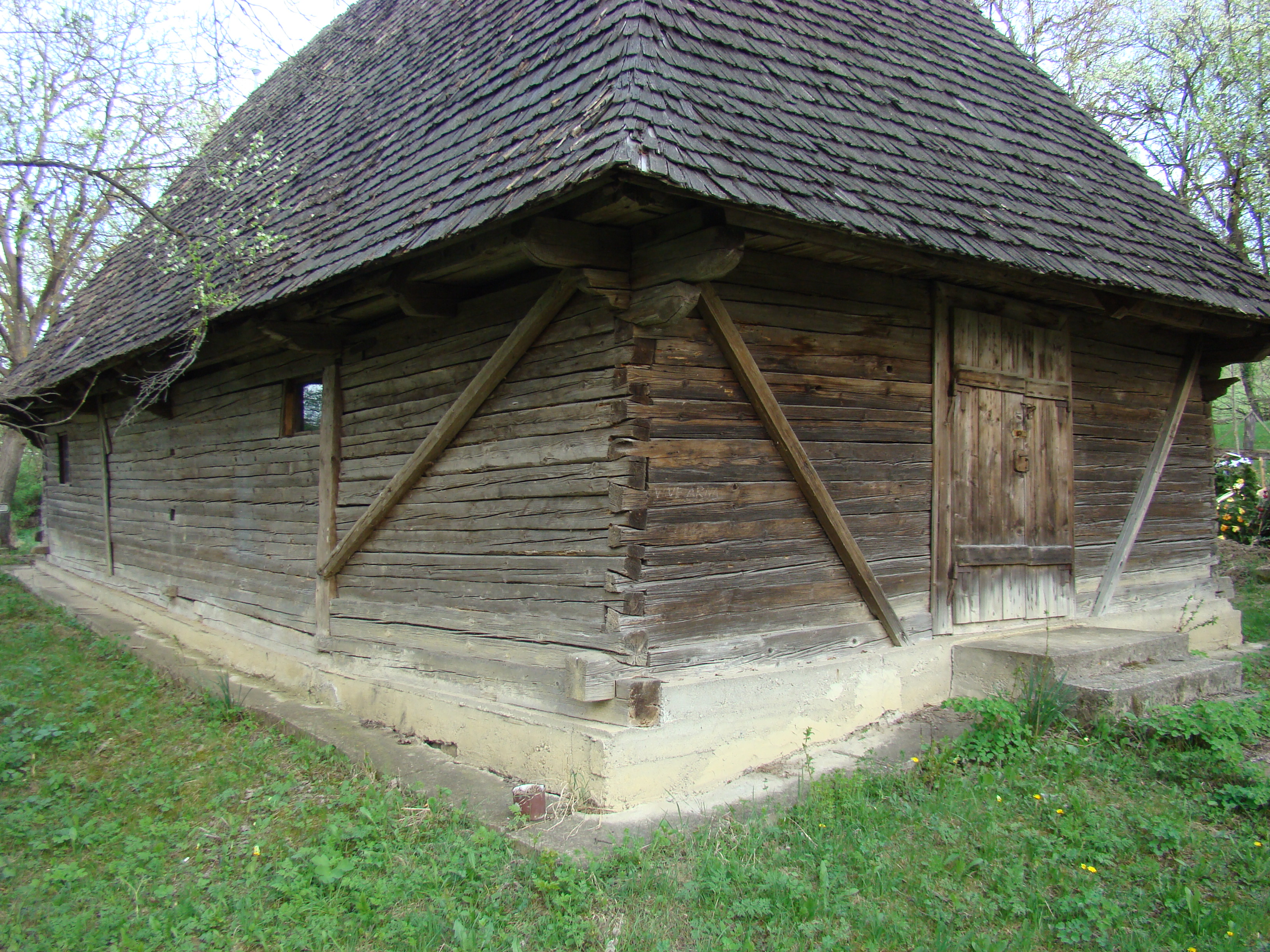
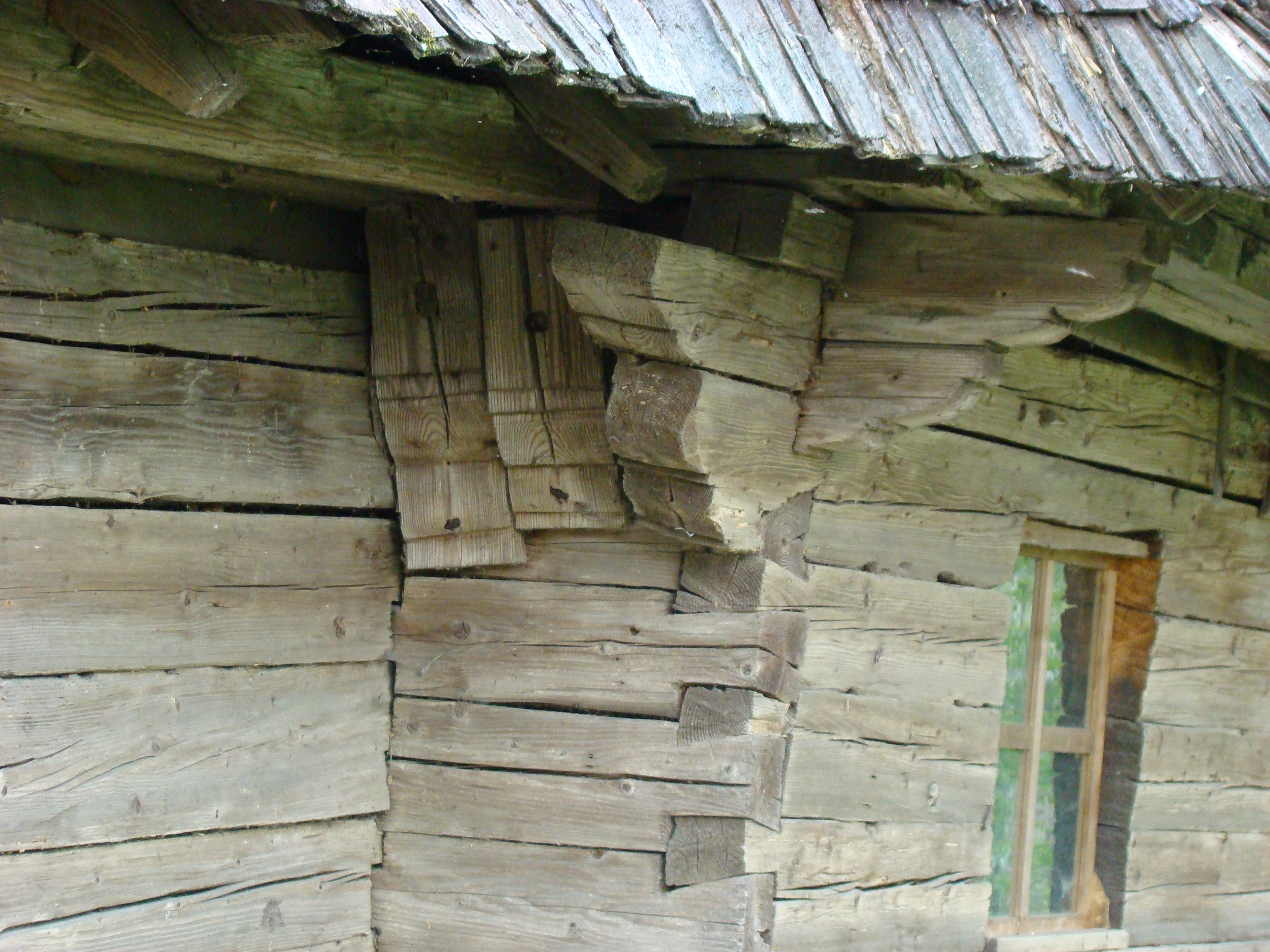
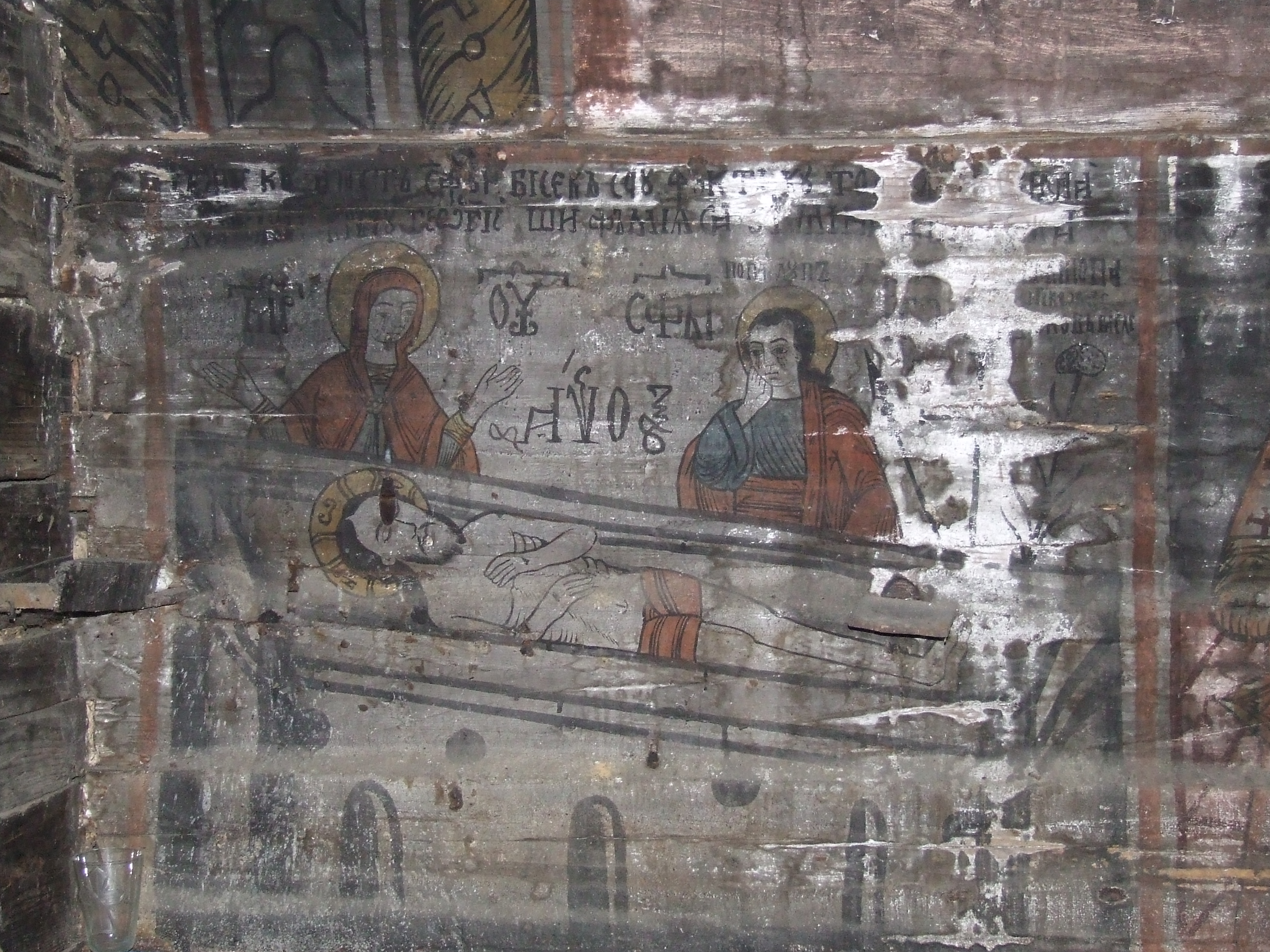